# Desert Hearts
Pour plus de détails, voir Fiche technique et Distribution.
Desert Hearts est un film américain de 1985 réalisé par Donna Deitch. Le film s'inspire d'un roman de l'écrivaine canadienne Jane Vance Rule, Desert of the Heart (en), paru en 1964.

## Synopsis
Dans les années 1950, Viviane Bell, professeur d’anglais new-yorkaise, se rend dans le Nevada pour finaliser son divorce. Elle y fait rapidement la connaissance de Cay, une sculpteuse séduisante et ouvertement lesbienne, qui éveille en elle des sentiments inattendus.

## Fiche technique
- Titre original : Desert Hearts
- Réalisation : Donna Deitch
- Scénario : Jane Vance Rule (roman), Natalie Cooper
- Producteur : Donna Deitch, Carol Jefferies, Cami Taylor
- Société de production : Desert Hearts Productions, The Samuel Goldwyn Company
- Musique :
- Pays de production :  États-Unis
- Langue d'origine : anglais américain
- Lieux de tournage : Reno, Nevada, États-Unis
- Genre : Drame, romance saphique
- Durée : 96 minutes
- Dates de sortie :
  - Canada : 5 septembre 1985 au festival international du film de Toronto
  - États-Unis : octobre 1985 au festival international du film de Chicago
  - Belgique : 29 octobre 1987

## Distribution
- Helen Shaver : Vivian Bell
- Patricia Charbonneau : Cay Rivvers
- Audra Lindley : Frances Parker
- Andra Akers : Silver
- Gwen Welles : Gwen
- Dean Butler : Darrell
- James Staley : Art Warner
- Katie La Bourdette : Lucille
- Alex McArthur : Walter
- Tyler Tyhurst : Buck
- Denise Crosby : Pat
- Antony Ponzini (en) : Joe
- Brenda Beck : Joyce

## Distinctions

### Récompenses
- Festival international du film de Locarno 1985 : Léopard de bronze pour l'actrice Helen Shaver[2]
- Festival du film de Sundance 1986 : Prix spécial du jury, catégorie fiction[3]

### Nominations
- Festival du film de Sundance 1986 : Grand prix du jury, catégorie fiction[3]
- Independant Spirit Awards 1986 : Meilleure actrice pour Patricia Charbonneau[4]